# Panamerikanische Sportorganisation
Die Panamerikanische Sportorganisation (kurz: PSO; offiziell spanisch Organización Deportiva Panamericana, ODEPA und englisch Pan American Sports Organization, PASO; portugiesisch Organização Desportiva Pan-Americana, ODEPA), auch Panam Sports, ist eine internationale Vereinigung, welche die aktuell 41 Nationalen Olympischen Komitees des Nord- und Südamerikanischen Kontinents repräsentiert. Die PSO ist an das Internationale Olympische Komitee und dessen Verbände, wie zum Beispiel die Vereinigung der Nationalen Olympischen Komitees, angeschlossen.

## Geschichte
Ab den 1910er Jahren wurden erste Vorschläge eines panamerikanischen Sportwettbewerbs nach dem Vorbild der Olympischen Spiele lanciert. Diese Vorstellungen erhielten ab den 1930er Jahren zunehmende Unterstützung. 1937 wurden im Rahmen der Greater Texas and Pan-American Exposition in Dallas diverse sportliche Wettkämpfe zwischen mehreren amerikanischen Nationen abgehalten.
Der kriegsbedingte Ausfall der Olympischen Spiele 1940 förderte den Wunsch amerikanischer Nationen nach eigenen Spielen. Im August des gleichen Jahres gründete sich in Buenos Aires das Pan American Sports Committee, die Vorläuferorganisation der PSO. Die Delegierten der zunächst 16 Mitgliedsstaaten wählten Avery Brundage zum Präsidenten.
Unter Führung des Argentinischen Olympischen Komitees (COA) wurden die ersten Panamerikanischen Spiele für November 1942 in Argentinien geplant. Aufgrund des Eintritts der Vereinigten Staaten in den Zweiten Weltkrieg sagten diese ihre Teilnahme im April 1942 ab, weitere Staaten folgten, die Veranstaltung fand letztlich nicht statt.
1948 wurde die PSO offiziell gegründet. Die ersten panamerikanischen Spiele fanden 1951 in Buenos Aires statt.

## Präsidenten
| #  | Name                           | Land               | Zeitraum  |
| -- | ------------------------------ | ------------------ | --------- |
| 1  | Avery Brundage                 | Vereinigte Staaten | 1948–1951 |
| 2  | José de Jesús Clark Flores     | Mexiko             | 1951–1955 |
| 3  | Doug Roby                      | Vereinigte Staaten | 1955–1959 |
| 4  | José de Jesús Clark Flores     | Mexiko             | 1959–1971 |
| 5  | Sylvio Padilha (kommissarisch) | Brasilien          | 1971      |
| 6  | José Beracasa                  | Venezuela          | 1971–1975 |
| 7  | Mario Vázquez Raña             | Mexiko             | 1975–2015 |
| 8  | Ivar Sisniega (kommissarisch)  | Mexiko             | 2015      |
| 9  | Julio César Maglione           | Uruguay            | 2015–2017 |
| 10 | Neven Ilic                     | Chile              | seit 2017 |

## Mitglieder
| Inhaltsverzeichnis A B C D E F G H I J K L M N O P Q R S T U V W X Y Z |

| Nation                         | Kürzel | Nationales Olympisches Komitee                            | Gründung |
| ------------------------------ | ------ | --------------------------------------------------------- | -------- |
| A                              |        |                                                           |          |
| Amerikanische Jungferninseln   | ISV    | Virgin Islands Olympic Committee                          | 1967     |
| Antigua und Barbuda            | ANT    | The Antigua and Barbuda Olympic Association               | 1966     |
| Argentinien                    | ARG    | Comité Olímpico Argentino                                 | 1923     |
| Aruba                          | ARU    | Comité Olímpico Arubano                                   | 1985     |
| B                              |        |                                                           |          |
| Bahamas                        | BAH    | Bahamas Olympic Association                               | 1952     |
| Barbados                       | BAR    | The Barbados Olympic Association Incorporated             | 1955     |
| Belize                         | BIZ    | Belize Olympic and Commonwealth Games Association         | 1967     |
| Bermuda                        | BER    | Bermuda Olympic Association                               | 1935     |
| Bolivien                       | BOL    | Comité Olímpico Boliviano                                 | 1932     |
| Brasilien                      | BRA    | Comitê Olímpico Brasileiro                                | 1935     |
| Britische Jungferninseln       | IVB    | British Virgin Islands Olympic Committee                  | 1967     |
| C                              |        |                                                           |          |
| Cayman Islands                 | CAY    | Cayman Islands Olympic Committee                          | 1973     |
| Chile                          | CHI    | Comité Olímpico de Chile                                  | 1934     |
| Costa Rica                     | CRC    | Comité Olímpico Nacional de Costa Rica                    | 1953     |
| D                              |        |                                                           |          |
| Dominica                       | DMA    | Dominica Olympic Committee                                | 1987     |
| Dominikanische Republik        | DOM    | Comité Olímpico Dominicano                                | 1946     |
| E                              |        |                                                           |          |
| Ecuador                        | ECU    | Comité Olímpico Ecuatoriano                               | 1946     |
| El Salvador                    | ESA    | Comité Olímpico de El Salvador                            | 1949     |
| G                              |        |                                                           |          |
| Grenada                        | GRN    | The Grenada Olympic Committee                             | 1984     |
| Guatemala                      | GUA    | Comité Olímpico Guatemalteco                              | 1947     |
| Guyana                         | GUY    | Guyana Olympic Association                                | 1935     |
| H                              |        |                                                           |          |
| Haiti                          | HAI    | Comité Olympique Haïtien                                  | 1914     |
| Honduras                       | HON    | Comité Olímpico Hondureño                                 | 1956     |
| J                              |        |                                                           |          |
| Jamaika                        | JAM    | Jamaica Olympic Association                               | 1936     |
| K                              |        |                                                           |          |
| Kanada                         | CAN    | Canadian Olympic Committee                                | 1904     |
| Kolumbien                      | COL    | Comité Olímpico Colombiano                                | 1936     |
| Kuba                           | CUB    | Comité Olímpico Cubano                                    | 1926     |
| M                              |        |                                                           |          |
| Mexiko                         | MEX    | Comité Olímpico Mexicano                                  | 1923     |
| N                              |        |                                                           |          |
| Nicaragua                      | NCA    | Comité Olímpico Nicaragüense                              | 1959     |
| P                              |        |                                                           |          |
| Panama                         | PAN    | Comité Olímpico de Panamá                                 | 1934     |
| Paraguay                       | PAR    | Comité Olímpico Paraguayo                                 | 1970     |
| Peru                           | PER    | Comité Olímpico Peruano                                   | 1924     |
| Puerto Rico                    | PUR    | Comité Olímpico de Puerto Rico                            | 1948     |
| S                              |        |                                                           |          |
| St. Kitts und Nevis            | SKN    | St. Kitts and Nevis Olympic Association                   | 1986     |
| St. Lucia                      | LCA    | St. Lucia Olympic Committee                               | 1987     |
| St. Vincent und die Grenadinen | VIN    | St. Vincent and the Grenadines National Olympic Committee | 1982     |
| Suriname                       | SUR    | Surinaams Olympisch Comité                                | 1959     |
| T                              |        |                                                           |          |
| Trinidad und Tobago            | TRI    | Trinidad and Tobago Olympic Committee                     | 1946     |
| U                              |        |                                                           |          |
| Uruguay                        | URU    | Comité Olímpico Uruguayo                                  | 1923     |
| V                              |        |                                                           |          |
| Venezuela                      | VEN    | Comité Olímpico Venezolano                                | 1935     |
| Vereinigte Staaten             | USA    | United States Olympic & Paralympic Committee              | 1894     |